# Проповідь Скарги

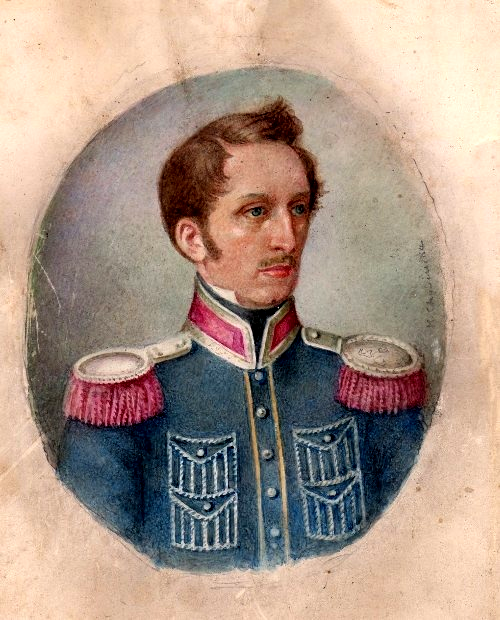
Михайло Швейцер як лейтенант 1-го полку уланів, 1831, модель у вигляді Петра Скарги в Казані Скарги Яна Матейка, 1864

Проповідь Скарги (пол. «Kazanie Skargi») − картина написана маслом в 1862—1864 роки Яна Матейка, з 1986 в колекції Королівського Замку у Варшаві (№ інв. ZKW 2048), дар hr. Яна Томаша Замойського.
З 1945 в Національному Музеї у Варшаві (від 1986 депозит Королівського Замку).

## Опис
Петро Скарга — головний герой історії, стоїть праворуч. Яскравим світлом підкреслений жест, який виконує, що являє собою разючий контраст з аскетичним одягом. Повідомили, підносячись над нерухомою аудиторії Скарга живий жестикулюючи.
На картині видно різні реакції слухачів на слова проповідника. Від ігнорування і відволікання до розуміння. придбання після. Сигізмунд III Ваза, сидить майже в центрі.
Рукавичка, яка не належить ні до однієї з представлених персонажів зображена в центрі. Це подвійний виклик кинутий самим Матейком, він хотів цим показати, що буде великим художником і вчителем свого народу. Рукавички можна також розглядати як виклик кинутий магнатам. Адже в центрі стоять: Януш Радзивілл, Микола Зебжидовський і Станіслав Диявол Стадницький.
Гетьман Ян Зруйновані сидить зліва на узвишші. Два кандидати: Іпатій і єпископ Станіслав Красновський, зображені зліва в нижній частині картини. Обличчя двох послів і кардинала видно праворуч. З королем ми бачимо Маленький королевич Владислав зображений поруч із королем. Біля ніг Петра Скарги сидить Ян Петро Сап'єга.
Відразу після невдачі повстання" Матейко намалював картину «Проповідь Скарги», що ще більше посилює жах нерухомого майна. Скам'яніла від жаху аудиторія, яка натхненна виглядом королівського духівника і проповідника. Михайло Швейцер повстанець листопадовий позував для цієї картини, як Петро Скарга.
Робота витримана в тонах фіолетово-червоні з великою кількістю фіолетового.

### Визнання
5 листопада 1864 року в знак визнання за внесок у відтворення історичних тем як у цій картині, Матейко був обраний членом Краківського наукового товариства (Towarzystwo Naukowe Krakowskie). Ця картина була тією, яка зробила художника знаменитим не тільки в Польщі, але і за її межами в Європі. У 1865 році картина була нагороджена золотою медаллю на щорічному Паризькому салоні. Паризькі критики дуже позитивно оцінювали роботу 26-річного Матейка, порівнюючи її з роботами Пола Делароче та Луї Галлайта, хоча багато хто вважав тему польської історії досить неясною, а деякі стверджували, що картина була занадто темною.